# Ossy e i suoi cani
Ossy e i suoi cani (Hundemamachen) è un film muto del 1920 diretto da Rudolf Biebrach.

## Produzione
Il film fu prodotto dalla Projektions-AG »Union« (PAGU) (Berlin).

## Distribuzione
Distribuito dalla Universum Film (UFA), uscì nelle sale cinematografiche tedesche presentato a Berlino il 13 febbraio 1920. In Italia venne distribuito nel giugno 1920 con visto di censura 15193.